# Wahl zum neunten Landtag von Brandenburg
Die Wahl zum 9. Landtag von Brandenburg findet, vorbehaltlich einer Selbstauflösung des Landtages, gemäß Wahlturnus zwischen dem 24. Juni und 23. September 2029 statt.

## Organisation

Übersicht der 44 Wahlkreise

### Wahltermin
Artikel 62 Absatz 1 der Verfassung des Landes Brandenburg legt fest, dass der Landtag Brandenburg auf fünf Jahre gewählt wird. Die Neuwahl findet frühestens 57 und spätestens 60 Monate nach Beginn der Wahlperiode statt, sollte sich der Landtag nicht vorher per Zweidrittelmehrheit selbst aufgelöst haben. Gemäß § 4 des Brandenburgischen Landeswahlgesetzes hat der Wahltag ein Sonntag oder ein gesetzlicher Feiertag zu sein. Erstmöglicher Wahltag wäre somit der 24. Juni 2029, der letztmögliche der 23. September 2029.

### Wahlsystem
Bei der brandenburgischen Landtagswahl werden mindestens 88 Personen gewählt. Wahlberechtigt sind Deutsche, die am Wahltag das 16. Lebensjahr vollendet haben und seit mindestens einem Monat in Brandenburg wohnen. Jeder Wähler hat eine Erst- und Zweitstimme. Die Sitze des Landtages werden proportional anhand des Zweitstimmenergebnisses nach dem Hare/Niemeyer-Verfahren verteilt. In jedem der 44 Wahlkreise wird zunächst über die Erststimme ein Kandidat ausgewählt. Erhält eine Partei mehr Direktmandate, als ihr nach dem Zweitstimmenergebnis zustünden, wird der Landtag um sogenannte Überhang- und Ausgleichsmandate bis auf maximal 110 Abgeordnete erweitert. Bei der Verteilung der Mandate werden nur Parteien berücksichtigt, die mindestens fünf Prozent der gültigen Stimmen erhalten haben oder ein Direktmandat gewonnen haben.
Das Brandenburger Wahlrecht kennt neben der Mandatsdeckelung drei weitere Besonderheiten. Zum einen können sich zwei oder mehr Parteien zu einer Listenvereinigung zusammenschließen. 2024 wurde davon Gebrauch gemacht (vgl. Plus Brandenburg aus Piratenpartei, ÖDP und Volt). Außerdem kennt das Wahlrecht zwei Ausnahmen von der 5-Prozent-Hürde: Die sorbisch/wendischen Minderheitenparteien sind von der 5 %-Klausel ausgenommen. Die zweite Ausnahme ist die Grundmandatsklausel. Erzielt eine Partei ein Direktmandat, verfehlt aber die 5 %, zieht sie trotzdem entsprechend ihrem Zweitstimmenergebnis in den Landtag ein. Bei der Wahl 2014 zog die Partei BVB/FW über diese Klausel mit 3 Abgeordneten in den Landtag ein.

## Ausgangslage
Die Wahlbeteiligung bei der Landtagswahl 2024 betrug 72,9 %. Die SPD von Ministerpräsident Woidke erreichte mit 30,9 % die meisten Stimmen, gefolgt von der AfD mit 29,2 %, dem Bündnis Sahra Wagenknecht mit 13,5 % und der CDU mit 12,1 %. Die bisher im Landtag vertretenen Parteien Bündnis 90/Die Grünen, Die Linke und die BVB/FW verpassten den Wiedereinzug.

## Umfragen

### Sonntagsfrage
| Institut          | Datum      | SPD    | AfD    | BSW    | CDU    | Grüne | Linke  | BVB/FW | FDP   | Sonst. |
| ----------------- | ---------- | ------ | ------ | ------ | ------ | ----- | ------ | ------ | ----- | ------ |
| Infratest dimap   | 25.06.2025 | 23 %   | 32 %   | 9 %    | 14 %   | 5 %   | 9 %    | —      | —     | 8 %    |
| Bundestagswahl    | 23.02.2025 | 14,8 % | 32,5 % | 10,7 % | 18,1 % | 6,6 % | 10,7 % | —      | 3,2 % | 3,4 %  |
| INSA              | 28.01.2025 | 25 %   | 29 %   | 13 %   | 17 %   | 3 %   | 5 %    | 2 %    | 2 %   | 4 %    |
| Infratest dimap   | 10.12.2024 | 28 %   | 30 %   | 12 %   | 15 %   | 5 %   | 4 %    | —      | —     | 6 %    |
| Landtagswahl 2024 | 01.09.2024 | 30,9 % | 29,2 % | 13,5 % | 12,1 % | 4,1 % | 3,0 %  | 2,6 %  | 0,8 % | 3,8 %  |